# Список епископов Вологодских
В списке приведён перечень архиереев (архиепископов, епископов, митрополитов), возглавлявших епархии с центром в Вологде. Также приведён перечень архиереев возглавлявших Пермскую и Вологодскую епископию в период становления Вологды, как второго, после Усть-Выми кафедрального города. Список составлен в хронологическом порядке.

## Епископы Пермские и Вологодские
Кафедра Великопермской и Вологодской епархии находилась (1471—1570) в Усть-Выми, однако епископы систематически посещали Вологду и долго в ней проживали.
- Филофей (1472—1501)
- Никон (упомин. с 1502 по 1514)
- Пимен (Ходыкин) (упомин. с 1520 по 1524)
- Алексий (1525—1543)
- Киприан (1547—1558)

## Епископы Вологодские и Великопермские
В 1560-х епископом Иоасафом кафедра Великопермской и Вологодской епархии перенесена в Вологду, где епископы и проживали.
- Иоасаф (1560—1566)
- Макарий (упомин. с 1568 по 1574)
- Варлаам I (1576 по 1584)
- Св. Антоний (1585—1588)

### Архиепископы Вологодские и Великопермские
После возведения епархии в 1589 году в ранг архиепископии, должности архиепископов Вологодских и Великопермских последовательно занимали:
- Иона (Думин) (1588—1603)
- Иоасаф II (1603—1609)
- Сильвестр (1609—1613)
- Нектарий (1613—1617, 1625—1626)
- Макарий (1617—1619)
- Корнилий (1620—1625)
- Варлаам II (1626—1645)
- Св. Маркелл (1645—1663)

Маркел, с 1658 года именовался архиепископом Вологодским и Белозерским, в связи с образованием в этом году Вологодско-Белозерской епархии, . Так же именовались архиепископы.

## Архиепископы Вологодские и Белозерские
- Симон (1664—1684)
- Гавриил (Кичигин; 1685—1707)
- Иосиф (1708—1716)

## Епископы Вологодские и Белозерские
- Павел, 1716—1725;
- Афанасий (Кондоиди), 1726—1735;
- Амвросий (Юшкевич), 1736—1740;
- Пимен (Савёлов), 1740—1753;
- Серапион (Лятошевич), 1753—1761;
- Иосиф Золотой, 1761—1774;
- Ириней (Братанович), 1775—1796, с 1788 года именовался епископом Вологодским и Устюжским.

## Епископы Вологодские и Устюжские
- Арсений (Тодорский), 1796—1802)
- Антоний (Знаменский), 1802—1803
- Феофилакт (Слонецкий), 1803—1808
- Евгений (Болховитинов), 1808—1813
- Онисифор (Боровик), 1814—1827
- Моисей (Богданов-Платонов), 1827—1828
- Стефан (Романовский), 1828—1841
- Св. Иннокентий (Борисов), 1841
- Иринарх (Попов), 1842—1844
- Евлампий (Пятницкий), 1844—1852
- Феогност (Лебедев), 1852—1856
- Христофор (Эммаусский), 1856—1866
- Павел (Доброхотов), 1866—1869
- Палладий (Раев), 1869—1873
- Феодосий (Шаповаленко), 1873—1883
- Израиль (Никулицкий), 1883—1894 (с 1888 года — архиепископ Вологодский и Тотемский).

## Епископы Вологодские и Тотемские
- Антоний (Флоренсов, 1894—1895)
- Алексий (Соболев, 1895—1906)
- Никон (Рождественский, 1906—1912)
- Св. Александр (Трапицын, 1912—1921), репрессирован
- Александр (Надеждин, 1921 −1922) ушел в обновленчество

### Архиепископы Вологодские и Тотемские
- Сильвестр (Братановский, 1925—1928)
- Амвросий (Смирнов, 1928—1931), репрессирован
- Венедикт (Плотников, 1932—1933)

### Епископы Вологодские и Тотемские
- Стефан (Знамеровский, 1933—1936), репрессирован
- Иоанн (Соколов, 1936—1937)
- Георгий (Анисимов, 1938—1940)

## Епископы Вологодские и Череповецкие
- Иустин (Мальцев, 1945—1949)
- Гавриил (Огородников, 1949—1959)
- Мстислав (Волонсевич, 1959—1965)

## Епископы Вологодские и Великоустюгские
- Мелхиседек (Лебедев) (1965—1967)
- Мефодий (Мензак, 1967—1972)
- архиепископ Павел (Голышев, 1972)
- архиепископ Михаил (Чуб, 1972—1974)
- епископ Дамаскин (Бодрый, 1974—1979)
- Феодосий (Дикун) (4 октября — 27 декабря 1979)
- архиепископ Михаил (Мудьюгин, 1979—1993)
- Максимилиан (Лазаренко, с 1993), с 24 февраля 2004 г. - архиепископ